# Сильмарили
Сильмари́ли (англ. Silmarils) — у легендаріумі Дж. Р. Р. Толкіна, зокрема «Сильмариліоні» — коштовні камені, що містили світло Дерев валарів. Битві за камені присвячений твір «Квента Сильмариліон».

## Вигадана історія

### Створення Сильмарилів
В давнину світ Арди освітлювали тільки зірки і, на Заході, два Дерева валарів, золоте і срібне. Валари багато часу боролися з Мелькором та тими валарами, що стали на його бік, але врешті здобули перемогу. В час процвітання, що настав після цього, молодий ельф Феанор, відомий своїми розумом і майстерністю, став створювати коштовні камені, які перевершували красою природні.
Коли покарання Мелькора скінчилося і його було звільнено, Феанор досяг вершин майстерності та задумався над способом зберегти світло Дерев. Для здійснення цього задуму він виготовив три каменя, подібних на діаманти. З дозволу валарів у них він уклав світло обох Дерев, яке відтоді не згасало. Камені світилися самі, при цьому забарвлюючи все навколо різними відтінками. Мелькор зажадав володіти цими каменями, він розпускав чутки ніби сам навчив Феанора секрету створення Сильмарилів та іншими способами посіяв серед ельфів неприязнь. Зрештою він посварив між собою ельфів та прийшов до Феанора з пропозицією убезпечити коштовності, вивізши їх з Аману. Однак Феанор так дорожив Сильмарилами, що не збирався їх нікому віддавати і план Мелькора отримати камені провалився.

### Втрата і пошуки
Уклавши союз з павучихою Унґоліантою, Мелькор напав на Аман і знищив Дерева валарів. Валари просили Феанора віддати Сильмарили, щоб їх світлом відродити Дерева, але той їм відмовив. В цей час з'ясувалося, що Мелькор викрав Сильмарили і вбив Фінве — батька Феанора. Феанор з синами поклявся переслідувати кожного, хто стане назаваді поверненню Сильмарилів, поки камені не опиняться у Феанора або його нащадків. Оскільки ельфи поклялися найсильнішою клятвою — ім'ям Ілуватара, накликаючи на себе Нескінченну Темряву, якщо відступляться, вони не полишали пошуків коштовностей, попри численні жертви.
Мелькор, або Морґот, як його прозвав Феанор, помістив Сильмарили у свою корону, яку ніколи не знімав. Викрасти один з них вдалося чоловікові Берену, добуття Сильмарилів для якого батько його коханої Лутіен поставив як умову згоди на шлюб. При допомозі пісні Лутіен, що приспала Морґота, Берен взяв камінь, однак втратив його у бою з посланим навздогін вовком Кархаротом. Пізніше Берен і ельф Маблунґ вбили звіра та видобули камінь з його нутрощів.
Правитель таємного королівства Доріат, ельф Тінґол наказав вправити Сильмарил в намисто Науґламір. Проте гноми, яким було доручено виготовлення намиста, вбили Тінґола. Лише після того як Берен помстився за короля, намисто опинилося в нього з Лутіен.

### Втрата Сильмарилів
Еаренділ, котрий вирушив просити допомоги у валарів в боротьбі з Морґотом, взяв Науґламір, щоб Сильмарил вказав йому шлях. Коли допомогу було отримано, у Війні Гніву, що почалася, Морґот зазнав поразки. Позосталі два Сильмарили опинилися під охороною маяра Еонве. Сини Феанора Маезрос і Маґлор вимагали передати камені їм, але за скоєні в їх пошуках злочини втратили право на володіння ними. Разом з тим сини Феанора не могли відректися від даної клятви. Вони викрали два камені, проте світло каменів обпікало їх, тож Маезрос викинув один Сильмарил у вогненну прірву, кинувшись слідом, а Маґлор — в глибини моря. Таким чином один Сильмарил опинився під землею, другий — в морі, а третій — у небесах на грудях Еаренділа (ставши світлом найяскравішої зірки Ґіл-Естель, планети Венера).